# Paládicspusztai vasúti baleset
A paládicspusztai vasúti baleset 1963. december 24-én, reggel 8 óra 59 perckor történt a Budapest–Záhony-vasútvonalon, Szolnok közelében, amikor egy, a Nyugati pályaudvar és Szentes között közlekedő személyvonat belerohant egy tehervonatba. A balesetben 45 fő veszítette életét, köztük 17 gyermek; a sérültek száma 34 fő volt. A halálos áldozatok magas számát a favázas kocsik magyarázzák.

## A baleset
A Budapest–Záhony-vasútvonalon, Budapest-Nyugati pályaudvar és Szentes között közlekedő személyvonat MÁV 328 sorozatú gőzmozdonnyal továbbított szerelvénye Paládicspuszta feltételes megállóhely 970-971. sz. szelvényeiben belerohant a 170. sz. térközjelzőnél álló, 2756/d. sz. tehervonatba. A személyvonat több mint ötven kilométeres sebességgel csapódott az előtte álló tehervonatba, amelynek mozdonyából kifogyott a víz (más forrás szerint forgalmi okból állt, mivel deltába akart menni, és ehhez előbb meg kellett várnia egy Szolnok felől érkező szerelvény elhaladását a váltócsoport fölött). Az alakjelzők hibátlanul működtek, az ütközés előtt egy kilométerrel álló sárgát jelzett, de ezt a személyvonat személyzete nem vette észre, ezért nem lassítottak.
Amikor észrevették az előttük, velük azonos sínpáron álló szerelvényt, 50-60 méterre lehettek attól, a megálláshoz viszont mintegy 300 méter féktávolság kellett volna. Az ütközés ereje akkora volt, hogy a 13 kocsiból csak négy maradt a síneken, s a mozdony után lévő, régi, favázas szerkezetű kocsik közül a második – amelyben jelentős arányban gyerekes családok utaztak – teljesen összetört. 45 fő halt meg, köztük 17 gyerek; további 27 fő szenvedett súlyos és öt könnyebb, de kórházi ellátást igénylő sérüléseket. A halottak nagy része az első három kocsiban ült. Hét olyan család is utazott a vonaton, ahol minden családtag meghalt, vagy csak egy, esetleg két fő maradt életben. Az ütközés a tehervonatot 30 méterrel előrébb tolta.
A mentésben segítséget nyújtott a magyar honvédség, de adtak gépeket szovjet alakulatok is, mert a -17 fokos hideg, de főleg a nagy hó következtében nehéz volt megközelíteni a szerencsétlenség színhelyét. A mentéshez érkezők döbbenetét még tetőzte az is, hogy a tehervonat egyik megrongálódott vagonjában fűszerpaprikát szállítottak, ami a havas tájon szétszóródva, messziről a vér vélt látványát keltette.

## A baleset okai
A 7712/b.sz. személyvonat mozdonyszemélyzete Paládicspuszta megállóhely után, a 970-971. sz. szelvényekben nem vett észre a sűrű, ködös időben két térközjelzőt, és a vonat emiatt rohant bele a nyílt pályán veszteglő (a paládicspusztai elágazás fedezőjelzője előtt álló) tehervonatba.
A balesetért felelősség terhelte a Nyugati pályaudvar forgalmi kocsimesterét is, aki a meghibásodott vasvázas szolgálati kocsit a vonatból kisoroztatta, de nem intézkedett annak másik vasvázas kocsival való pótlásáról.

## A baleset büntetőjogi következményei
A vonat mozdonyvezetőjét a bíróság 11 év (más forrás szerint 14 év), a fűtőt 3 évi szabadságvesztésre ítélte, mivel a bíróság szerint nem tettek eleget figyelési kötelezettségüknek, és örökre eltiltották őket foglalkozásuk gyakorlásától. A Nyugati pályaudvar forgalmi kocsimestere 10 hónap felfüggesztett szabadságvesztést kapott, ő később térfelvigyázóként dolgozott a Nyugati pályaudvaron nyugdíjazásáig. Az amúgy kiváló dolgozónak számító, egy fiút nevelő mozdonyvezető valószínűleg letöltötte a büntetését, bár erről nem ismert biztos adat.